# Stojko Vranković
Stojan "Stojko" Vranković (Drniš, 22. siječnja 1964.), bivši je hrvatski košarkaš. Trenutačni je predsjednik Hrvatskog košarkaškog saveza. Otac je hrvatskoga košarkaškog reprezentativca Antonija Vrankovića.

## Igračka karijera

### Klupska karijera
Stojko Vranković nekadašnji je član košarkaških klubova Zadar, Aris (Solun), Boston Celtics, Panathinaikos (Atena), Minnesota Timberwolves, LA Clippers i Fortitudo Bologna. Državno prvenstvo osvojio je s KK Zadar (1986.); Aris (1989. – 1990.) prvenstvo i kup; Panathinaikos (1992. – 1993.) kup, (1995. – 1996.) kup i (1995. – 1996.) prvak Eurolige; Fortitudo Bologna (1999. – 2001.) prvenstvo.

#### KK Zadar
Vranković je u Zadar došao iz rodnoga Drniša 1979. godine. Za prvu momčad Zadra počeo je igrati 1980. godine. U Zadru je bio do 1989. godine. 1986./87. je igrao u Kupu europskih prvaka, u kojem su na kraju osvojili 4. mjesto. Igrali su Stojko Vranković, Arijan Komazec, Petar Popović, Veljko Petranović, Ante Matulović, Ivica Obad, Stipe Šarlija, Branko Skroče, Darko Pahlić, Draženko Blažević, a trenirao ih je Lucijan Valčić.

#### Europa, NBA
Vranković je od 1989. do 1990. godine igrao za grčki klub Aris iz Soluna. S njim je 1989. i 1990. godine dva puta osvojio duplu krunu, odnosno prvenstvo i kup Grčke. Nakon toga karijeru nastavio je, od 1990. do 1992. godine, u NBA ligi igrajući za Boston Celtics. Nakon toga vratio se je u Grčku i od 1992. do 1996. godine igrao je u Panathinaikosu, s kojim je 1993. godine bio pobjednikom grčkoga kupa te osvojio i titulu prvaka Europe. U NBA ligu vratio se je 1996. godine igrajući za Minnesota Timberwolvese (1996. do 1997. godine) a te za Los Angeles Clipperse (1997. do 1999. godine). Nakon toga vratio se je ponovno u Europu i od 1999. do 2001. godine igrao je za talijansku momčad Fortitudo iz Bologne.

### Reprezentativna karijera

#### Jugoslavija
Igrajući za juniorsku reprezentaciju Jugoslavije 1982. godine u bugarskom gradu Haskovu, na prvenstvu
Europe, osvojio je srebrnu medalju. Za A reprezentaciju Jugoslavije počeo je igrati 1984. godine. Na Svjetskom prvenstvu 1986. i Europskom prvenstvu 1987. osvaja broncu, na Olimpijskim igrama 1988. srebrnu medalju, da bi na Europskom prvenstvu 1989. godine osvojio zlato. Raspadom te države 1991. godine, počeo je igrati za hrvatsku košarkašku reprezentaciju.

#### Hrvatska
Za hrvatsku košarkašku reprezentaciju igrao je na Olimpijskim igrama 1992. godine te je osvojio srebrnu medalju, na Svjetskom prvenstvu 1994. godine osvojio je brončanu, a na Europskim prvenstvima 1993. i 1995. godine brončanu medalju.

## Športsko-administrativna karijera
Od 2004. do 2008. godine bio je dopredsjednikom HOO-a. Od 2005. do 2010. godine bio je predsjednikom Hrvatskog kluba olimpijaca.

## Nagrade, odlikovanja, priznanja
- 1992.: Kao član hrvatske reprezentacije dobitnik je Državne nagrade za šport "Franjo Bučar".
- 1995.: Red Danice hrvatske s likom Franje Bučara.
- 1995.: Hrvatski olimpijski odbor dodijelio mu je priznanje za najuspješnijeg športaša promicatelja Hrvatske u svijetu.
- 2015.: Gradsko vijeće Drniša dodijelilo mu je nagradu za životno djelo, za iznimne uspjehe u športu i doprinosu u promoviranju domoljubnih vrijednosti i drniškog kraja.[4]